# ماريو غوميز مارتين
ماريو غوميز مارتين (ولد في 6 تشرين الأول / أكتوبر 1992) ، هو لاعب كرة القدم اسباني  يلعب في را تالافيرا دي لا رينا في الدفاع.

## روابط خارجية
- ماريو غوميز مارتين على موقع قاعدة بيانات كرة القدم.إي يو (الإنجليزية)
- ماريو غوميز مارتين على موقع Soccerway.com (الإنجليزية)